# Globus aerostàtic
Un globus aerostàtic o baló aerostàtic és una aeronau aerostàtica no propulsada que se serveix del principi dels fluids d'Arquimedes per volar, entenent l'aire com un fluid. Un globus pot estar lliure, moure’s amb el vent o lligat a un punt fix. És diferent d'un dirigible, que és un aeròstat motoritzat que pot impulsar-se a través de l'aire de manera controlada.
És la màquina voladora més senzilla. El globus és un embolcall de tela ple d'un gas més lleuger que l'atmosfera circumdant. Com que el globus sencer és menys dens que el seu entorn, s'eleva. Tot i que un globus no té cap sistema de propulsió, és possible un cert control direccional fent que el globus pugi o baixi d'altitud per trobar corrents favorables de vent.
Sempre estan compostos per una bossa que conté una massa de gas més lleuger que l'aire. A la part inferior d'aquesta bossa hi pot anar una estructura sòlida dita barqueta o s'hi pot "lligar" qualsevol mena de cos, com per exemple un sensor.
Els globus de gas solen ser tancats, mentre que els globus d'aire calent, o montgolfiers, solen ser oberts.
Com que no tenen cap mena de propulsor, els globus aerostàtics es "deixen portar" pels corrents d'aire, encara que n'hi ha alguns que poden controlar la seva elevació.

## Classificació

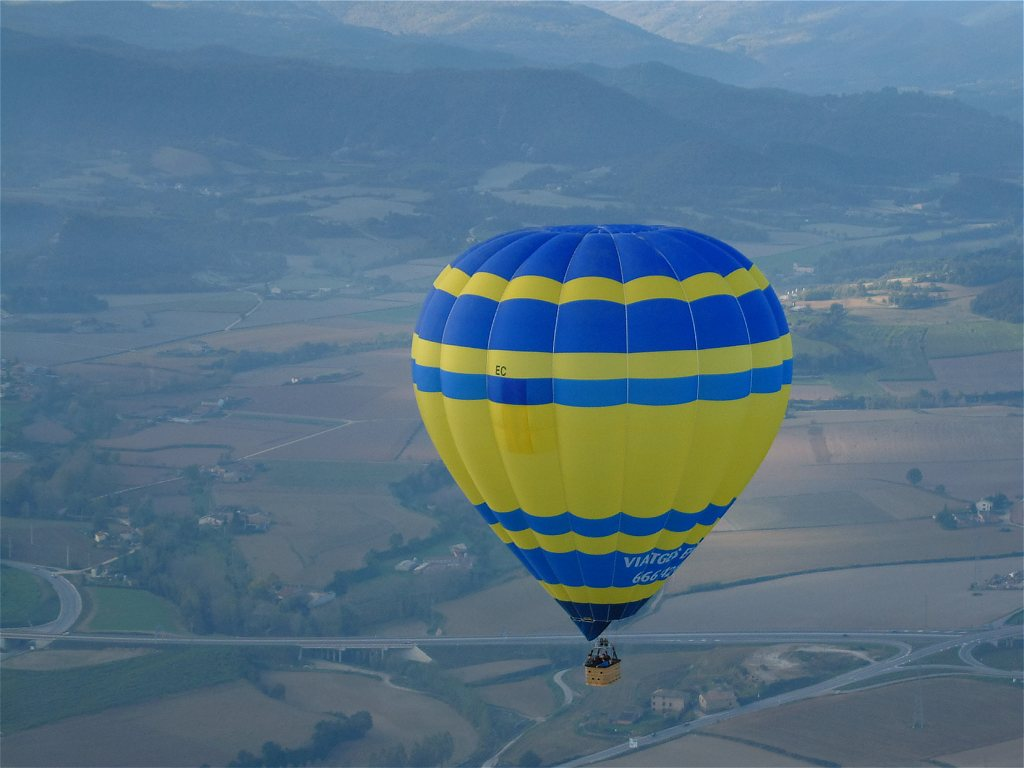
Vol turístic

Segons el tipus de bossa dels globus es poden classificar en:
- Oberts o tancats.
- Rígids o elàstics.
- Amb cremador (escalfador) o sense.

### Globus tancat
Aparell més lleuger que l'aire que es troba tancat per no perdre el gas que porta al seu interior. A mesura que puja es produeixen canvis de pressió en el gas que conté, a causa dels raigs del sol que incideixen sobre ell, però manté sempre una mida constant. Es manté flotant sempre que no perdi el gas que conté, el qual pot ser heli o hidrogen, però com que aquest últim és inflamable habitualment s'usa l'heli. El defecte de l'heli és que és una mica més pesant que l'hidrogen.

## Tipus
Hi ha tres tipus de globus aerostàtics:
- Globus de gas calent o Montgolfière: obté la seva flotabilitat escalfant l'aire dins del globus. És el tipus més comú.
- Globus de gas o Charlière: s'infla amb un gas de massa molecular inferior a l'atmosfera. La majoria funcionen amb la pressió interna del gas igual que la pressió de l'atmosfera. Els globus de gas s'omplen de gasos com:
  - Hidrogen: originalment s'utilitzava àmpliament però, des del desastre de Hindenburg s'utilitza poc a causa de la seva alta inflamabilitat.
  - Gas de carbó (tot i que consta d'aproximadament la meitat d'hidrogen): molt utilitzat durant el segle XIX i principis del xx, ja que era més barat que l'hidrogen i tenia més disponibilitat.
  - Heli: s'utilitza avui en dia per a tots els dirigibles i la majoria de globus de gas tripulats.
  - Altres gasos: com l'amoníac o el metà. Tenen poca capacitat d'elevació i altres defectes de seguretat i mai s'han utilitzat àmpliament.
- Rozière: té tant gasos elevadors calents com gasos elevadors no calents en bosses de gas separades. Aquest tipus de globus aerostàtic s'utilitza de vegades per a vols de registre de llarga distància, però no s'utilitza de cap altra manera.

Tant el Montgolfière com el Charlière encara són d'ús comú. El Montgolfière és força econòmic, ja que no requereix materials d'alta qualitat, i és popular en el sector esportiu.

### Montgolfier o globus de gas calent
El primer globus que va transportar passatgers utilitzava aire calent per obtenir flotabilitat i va ser construït pels germans Josef i Etienne Montgolfier a Annonay, França, el 1783: el primer vol de passatgers es va produir el 19 de setembre de 1783, amb una ovella, un ànec i un gall.
El primer vol en globus tripulat amarrat va ser amb un Montgolfier més gran, probablement el 15 d'octubre de 1783. El primer vol en globus lliure es va fer amb el Montgolfier anterior, el 21 de novembre de 1783.
Quan s'escalfa, l'aire s'expandeix, de manera que un determinat volum d'espai conté menys aire. Això el fa més lleuger i, si el seu poder d'elevació és superior al pes del globus que el conté, aixecarà el globus cap amunt. Un globus aerostàtic només pot mantenir-se enlairat si té combustible pel seu cremador, per mantenir l'aire prou calent.
Els primers Montgolfiers feien servir un cremador de combustible sòlid que resultava menys pràctic que el dels globus d'hidrogen, que van sorgir gairebé immediatament, i els Montgolfiers van desaparèixer aviat.
A la dècada dels 50, la comoditat i el baix cost dels cremadors de gas embotellats van provocar la reactivació dels Montolfiers per l'esport i l'oci.
L'alçada d'un globus d'aire calent es controla girant el cremador cap amunt o cap avall segons sigui necessari, a diferència d'un globus de gas, on sovint es transporten pesos de llast perquè es puguin deixar caure si el globus queda massa baix i per tal d'aterrar el gas d'elevació s'ha de ventilar a través d'una vàlvula.

### International de montgolfières de Saint-Jean-sur-Richelieu

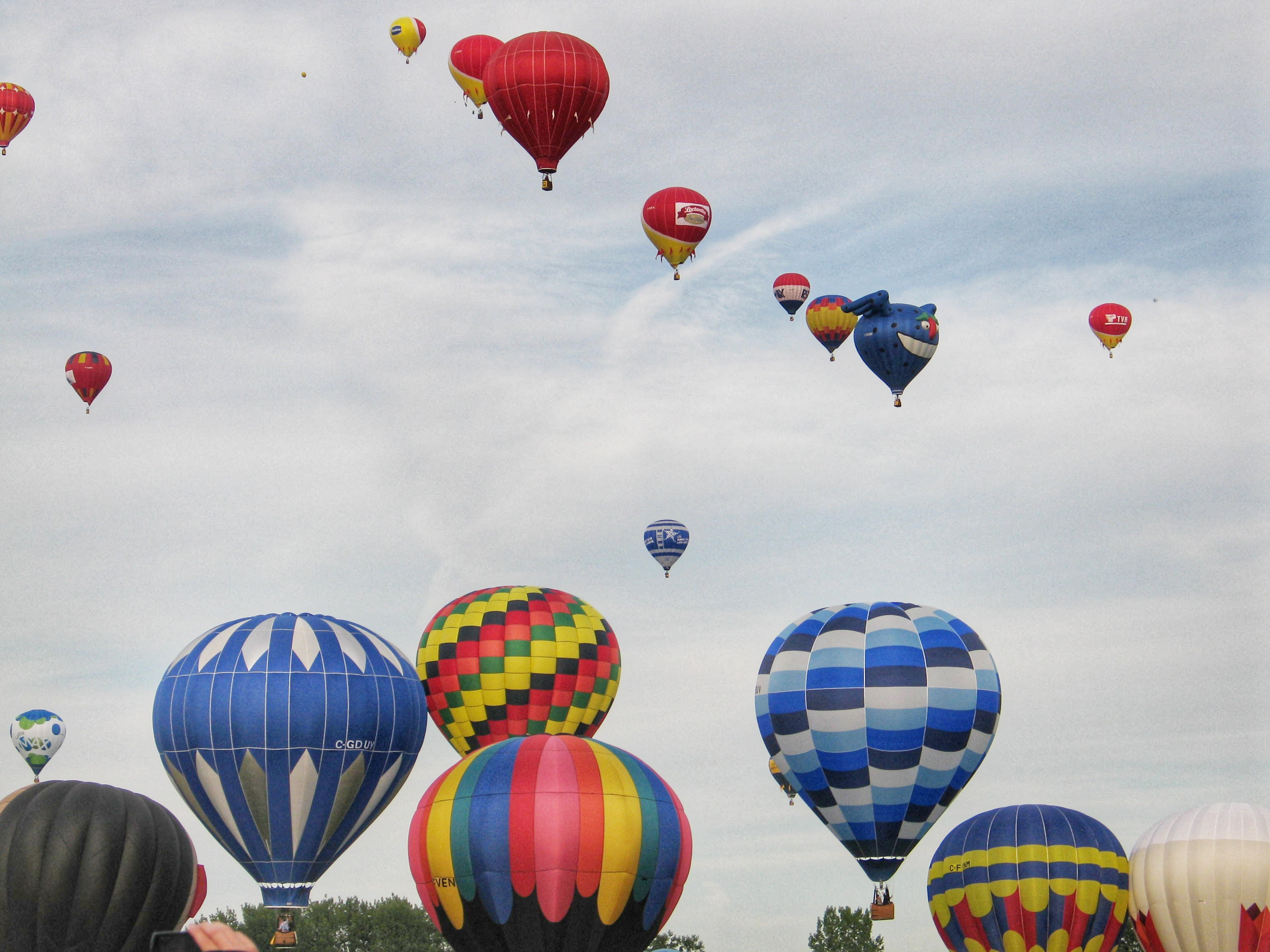
Globus al International de montgolfières de Saint-Jean-sur-Richelieu

Des de 1984, la ciutat de Saint-Jean-sur-Richelieu acull el campionat "Internacional de Globus aerostàtics de Saint-Jean-sur-Richelieu", un festival d'envergadura dedicat a activitats recreatives.

### Charlier o globus de gas
El professor Jacques Charles va fabricar un globus portador de persones que utilitzava l'hidrogen gasós lleuger per la flotabilitat i el va fer volar menys d'un mes després del vol del primer Montgolfier, l'1 de desembre de 1783. Els globus de gas tenen una elevació superior per a un volum determinat, de manera que no necessiten ser tan grans i també poden enlairar-se durant molt més temps que els d'aire calent, de manera que els globus de gas van ser més usats durant els següents dos segles. Al segle xix, era habitual utilitzar gas de la ciutat per omplir globus. Aquest no era tan lleuger com el gas d'hidrogen pur i tenia aproximadament la meitat de la potència elevadora, però era molt més barat i disponible.
Els globus de gas lleuger són usats també en aplicacions científiques, ja que són capaços d'arribar a altituds molt més altes durant períodes molt més llargs. Generalment s'omplen d'heli. Tot i que l'hidrogen té més poder d'elevació, és inflamable en una atmosfera rica en oxigen. Aquestes missions científiques de globus no solen ser tripulades.
Hi ha dos tipus de globus de gas lleuger: de pressió zero i de superpressió. Els globus de pressió zero són la forma tradicional del globus de gas lleuger. S'inflen parcialment amb el gas lleuger abans de l'enlairament, amb una pressió de gas igual a dins i a fora del globus. A mesura que el globus de pressió zero puja, el seu gas s'expandeix per mantenir la diferència de pressió zero i l'embolcall del globus s'infla.
A la nit, el gas d'un globus de pressió zero es refreda i es contrau, causant una baixada d'altitud. Un globus de pressió zero només pot mantenir l'altura alliberant gas quan va massa alt, però el gas en expansió pot trencar l'embolcall.
Un globus de superpressió, en canvi, té un embolcall resistent i poc elàstic que s'omple de gas lleuger a una pressió superior a la de l'atmosfera externa i, a continuació, es tanca. L'embolcall del globus de superpressió no pot canviar molt de mida i, per tant, manté un volum generalment constant. El globus de superpressió es manté a una altitud on la densitat de l'atmosfera sigui constant i pot mantenir el vol fins que la fuga de gas el faci baixar gradualment.
Els globus de superpressió ofereixen durades de vol de mesos, en comptes de dies. De fet, en una operació típica, una missió de globus de superpressió basada en la Terra s'acaba amb una ordre del control terrestre per obrir l'embolcall, en lloc de per una fuga espontània de gas.
Els globus d'alta altitud s'utilitzen com a vaixells de gran volada per transportar instruments científics (com els globus meteorològics) o per arribar a altituds properes a l'espai per fer imatges o fotos de la Terra. Aquests globus poden volar a l'aire més de 30,5 km i estan dissenyats per esclatar a una altitud fixa on es desplegarà el paracaigudes per portar la càrrega útil de manera segura a terra.

### Rozier
Els primers globus d'aire calent no podien romandre en suspensió durant molt de temps perquè feien servir molt combustible, mentre que els primers globus d'hidrogen eren difícils de controlar com es desitjava, ja que l'aeronauta només podia ventilar el gas o deixar el llast un nombre limitat de vegades. Pilâtre de Rozier es va adonar que per a un vol de llarga distància com creuar el Canal de la Mànega, l'aeronauta hauria de fer ús de les diferents direccions del vent a diferents altituds. Per tant, seria imprescindible tenir un bon control de l'altitud i poder mantenir-se despert durant molt de temps. Va desenvolupar un globus combinat dues bosses de gas: el globus Rozier. La superior contenia hidrogen i feia possible la major part de l'elevació constant. La inferior contenia aire calent i es podia escalfar o refredar ràpidament per proporcionar una elevació variable controlar l'altitud.
El 1785 Pilâtre de Rozier va enlairar-se en un intent de volar a través del Canal de la Mànega, però poc després de l'enlairament la bossa de gas d'hidrogen es va incendiar i Rozière no va sobreviure a l'accident posterior.
No va ser fins als anys 80 que es va desenvolupar la tecnologia per permetre un funcionament segur del tipus Rozier: per exemple mitjançant l'ús d'heli no inflamable com a gas elevador. Diversos dissenys han realitzat vols de llarga distància amb èxit.

## Terminologia dels inicis
Les primeres experiències amb globus aerostàtics, l'any 1783, a França, que a València arribaren l'any següent i crearen una gran expectació i originaren diversos texts populars de caràcter noticier i d'índole satírica i burlesca. Per això al diccionari valencià de Bernat i Baldoví va fer servir l'adjectiu aerostàtic en sentit figurat i l'aplica humorísticament a la gent pobra, que té la panxa plena d'aire: «si no vos agrada el programa boleril, cosa tan llauchera y adecuada a panches aerostàtiques». En altres texts populars valencians del darrer quart del segle xviii i de primeria del XIX, en els quals els nous ginys volants eren anomenats generalment boles, d'acord amb la seua forma arredonida. També aparegueren les primeres temptatives d'adaptació del cultisme, sota formes com bola arestètica, arreotèctica, feréstica o feréstega, assimilant el neologisme a l'adjectiu feréstec. En altres zones de l'àmbit lingüístic català, a Barcelona, on els autors populars de l'època parlaven de màquines aerostàtiques, tant l'objecte com el mot, prenen el nom de boles de gas i bombes de gas.

## Història
Els globus van ser, en el seu temps, els més significatius invents d'aparells voladors creats per l'ésser humà. La seva importància va raure en la impossibilitat que tenien els homes per elevar-se des de la superfície de la Terra i traslladar-se viatjant per l'aire.

### Antecedents
Els globus d'aire calent eren populars a la civilització xinesa: en Zhuge Liang, del regnat de Shu Han, en l'era dels Tres Regnes (220 - 280) utilitzà globus volants d'aire calent per a fer senyals militars. Aquestes llanternes eren conegudes amb el nom de llanternes de Kongming (孔明灯).

### Inicis del globus aerostàtic
Recents investigacions han demostrat que el 8 d'agost de 1709, el sacerdot brasiler Bartolomeu de Gusmão va fer la primera demostració d'ascensió aèria amb globus d'aire calent no tripulat a la Casa d'Índies de Lisboa, davant la cort del rei Joan V de Portugal.

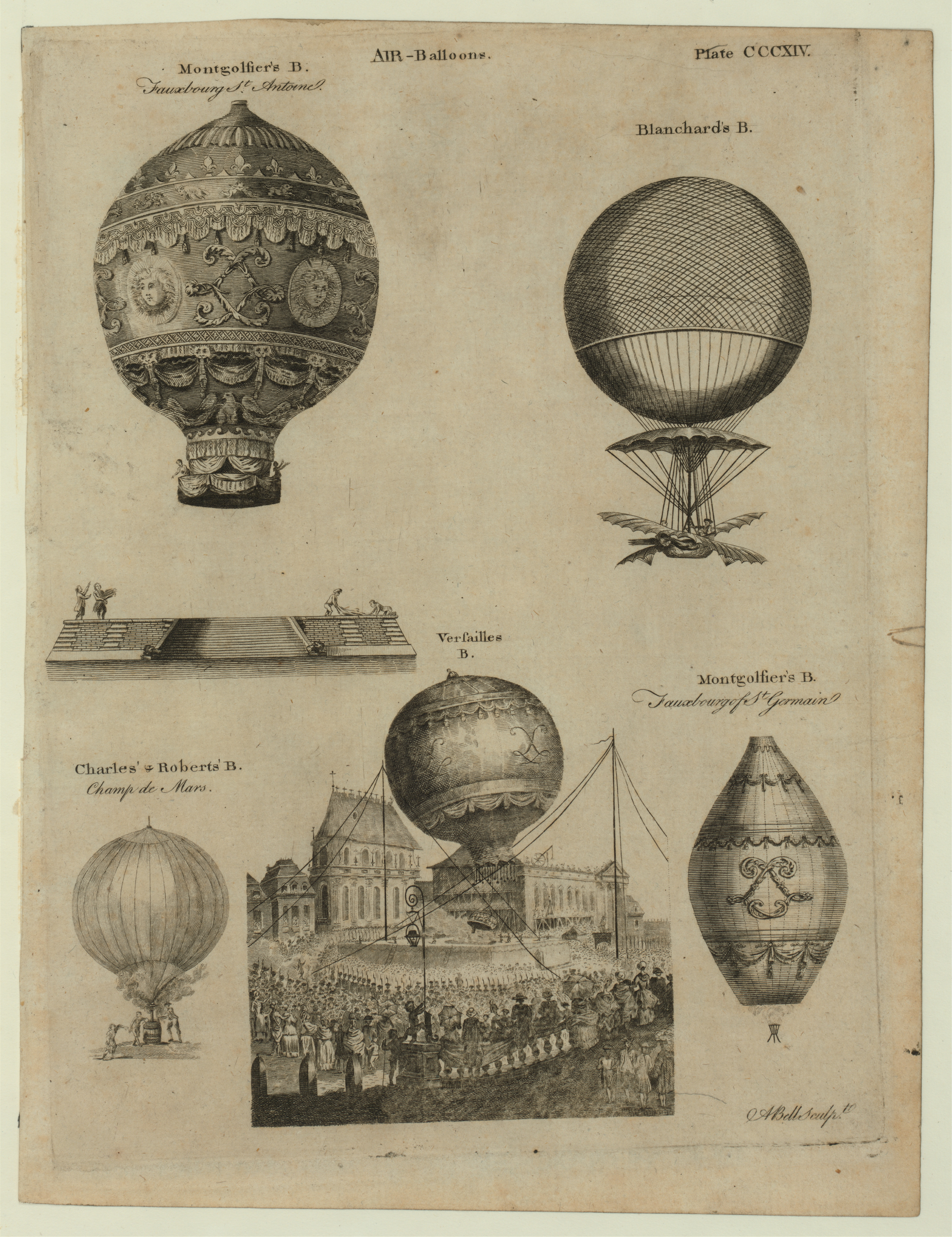
Els primers 5 ascensos de globus aerostàtics a França

Els germans Joseph i Jacques Montgolfier van realitzar la primera demostració pública de la seva invenció el 4 de juny de 1782 a França. El seu somni d'arribar fins al cel es va fer realitat. La idea del globus aerostàtic es va començar a gestar quan els germans estaven asseguts davant d'una foguera. Van notar que el fum s'elevava i van pensar en l'oportunitat d'aprofitar aquesta qualitat. Després de diversos experiments, van comprendre que l'aire calent és més lleuger que el fred, de manera que tendeix a pujar. Van decidir crear una màquina que permetés enlairar-se amb aquest principi. Joseph i Jacques Montgolfier van llançar el seu primer model el setembre de 1782. El vol inicial va demostrar que la seva teoria tenia raó. El 4 juny 1783 van realitzar una demostració pública amb un globus aerostàtic de deu metres de diàmetre en un mercat francès. Estava construït amb tela i paper. El 27 d'agost Jacques Charles i Anne-Jean Robert i Nicolas-Louis Robert enlairen el primer globus d'hidrogen a Paris. Més de 130.000 espectadors van quedar aclaparats quan varen tornar a volar el setembre del mateix any a Versalles. Lluís XVI, Maria Antonieta d'Àustria i la cort francesa van presenciar l'esdeveniment. Un gall, una ovella i un ànec van ser els seus tripulants. Just l'octubre d'aquest any es va enlairar per primera vegada un humà. Jean-François Pilâtre de Rozier va ser el valent pioner.
La batalla de Fleurus de 1794 marcà el primer ús bèl·lic d'un globus aerostàtic, l'Entreprenant, que va permetre als francesos reconèixer les posicions enemigues abans de la batalla.
El 22 d'octubre de 1797 l'intrèpid André Jacques Garnerin va saltar amb un paracaigudes des d'un globus que volava a gran alçada sobre el cel de París.

### Vols emblemàtics amb globus
El 21 de març de 1999, el suís Bertrand Piccard i el britànic Brian Jones van culminar la volta al món en globus aerostàtic sense fer escales, després de recórrer 46.759 quilòmetres a bord del  Breitling Orbiter III  en 19 dies, 21 hores i 55 minuts.

#### Espanya

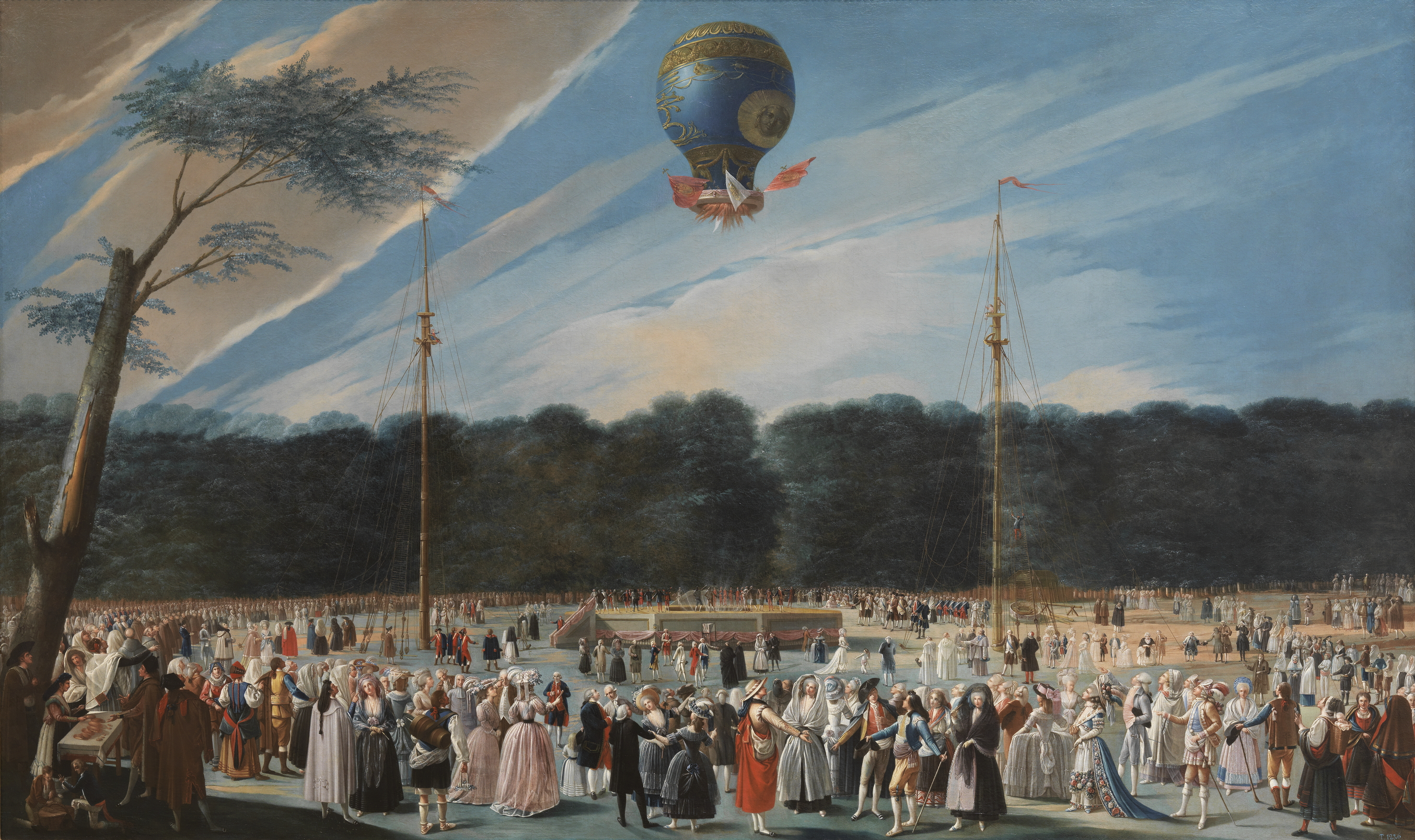
Ascensió d'un globus Montgolfier a Aranjuez, Antonio Carnicero.

La primera ascensió d'una persona la va intentar a Aranjuez el francès Charles Bouché el 4 de juliol de 1784, però va resultar ferit al desplomar-se el globus quan iniciava l'ascens. No obstant això va ser l'italià Vicente Lunardi qui va aconseguir ser el primer a enlairar-se el 12 d'agost de 1792, el fet es va realitzar en els jardins del parc del Buen Retiro de Madrid, volant durant una hora fins a la Villa de Daganzo, prop d'Alcalá de Henares. El mateix Lunardi va repetir l'ascensió el 8 de gener de 1793, però aquesta vegada a la localitat madrilenya d'Aranjuez.
El 15 de desembre de 1884 es creà el Servicio Militar de Aerostación, a partir de la 4a Companyia del Batalló de Telègrafs, per a l'ocupació de globus aerostàtics i dirigibles, dedicada a l'estudi i tasques d'observació. El 1896 es va crear com a unitat independent la Companyia d'Aeròstats.
La reina regent, Maria Cristina d'Àustria, en una visita a les maniobres que aquesta companyia feia a la Casa de Campo de Madrid, va fer una ascensió en un globus captiu el 27 de juny de 1889.
La ciutat d'Igualada (Anoia) és la seu del European Balloon Festival, la concentració de globus aerostàtics més important del sud d'Europa, que se celebra cada any al mes de juliol des de 1997. Igualada també és la seu d'Ultramagic, el segon fabricant mundial de globus aerostàtics d'aire calent. La producció anual de l'empresa se situa entre els 80 i 120 globus, destinant-ne prop del 80% a l'exportació. Així mateix, la població d'Igualada té l'índex de pilots titulats per habitant més alt de Catalunya, consolidant així que Igualada sigui coneguda com la "ciutat dels globus".

#### Hispanoamèrica

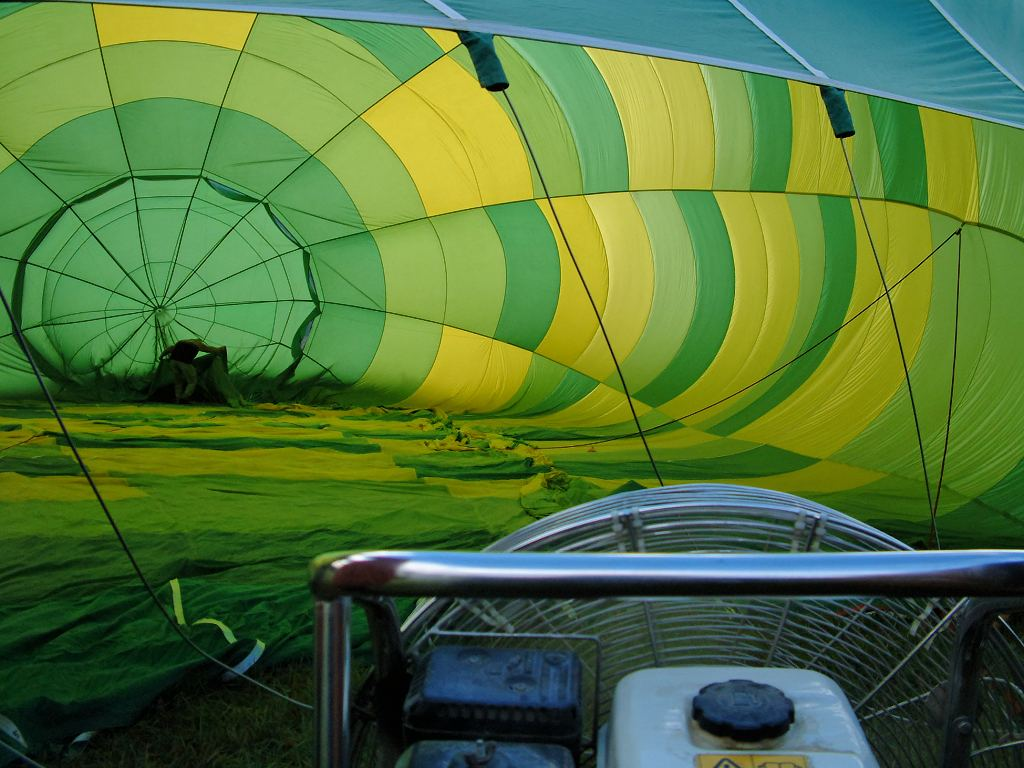
Omplert inicial.

A Mèxic va ser José María Alfaro qui va aconseguir enlairar-se en un globus aerostàtic d'aire calent i de coberta impermeable el 1784 i un any més tard faria el mateix el militar Antonio María Fernández, en les proximitats de ciutat de Tlaxcala de Xicohténcatl.
La primera constància d'un vol amb globus aerostàtic a Veneçuela, va ser quan González Torres de Navarra era governador i capità general de la província de Veneçuela en l'època colonial. El 20 de gener de 1785 es va realitzar una exhibició per celebrar l'aniversari del monarca. La dimensió del globus era de 12 vares de diàmetre (aproximadament 10 m) i en la composició del gas es va utilitzar oli i paper.
Sembla que el primer aeronauta de Cuba va ser el francès Eugeni Roberston, qui el 19 de març de 1828 es va enlairar en un globus aerostàtic des de la Plaza de Armas de l'Havana i Adolfo Theodore va realitzar tres ascensions el 1830. No obstant això, el primer ciutadà nadiu que va aconseguir un vol d'aquestes característiques va ser José Domingo Blineau que va realitzar una primera ascensió al 3 de maig de 1831 i una segona en 1833.
El primer vol en globus al Perú es va realitzar a la Plaza de Acho de Lima el 24 de setembre de 1840 a càrrec de José María Flores.
Al llarg de tot el segle xix es varen utilitzar globus també amb fins bèl·lics. Durant la Guerra de la Triple Aliança, un globus aerostàtic captiu de l'exèrcit brasiler va permetre observar l'artilleria paraguaiana. Aquesta observació es va realitzar el 6 de juliol de 1866 en la qual l'enginyer militar argentí d'origen polonès Robert A. Chodasiewicz es va convertir en el primer militar llatinoamericà a elevar-se en globus.
Els argentins Aaron de Anchorena i Jorge Newbery van realitzar el 25 de desembre de 1907 el primer vol a travessar el Riu de la Plata. Usaren el llegendari globus «Pampero» que el primer havia portat des de França. El 17 d'octubre de l'any següent, el «Pampero» desapareixia en ple vol, possiblement endinsant-se en la mar. Els seus tripulants eren Eduardo Newbery, germà de Jorge, i el sergent Romero. També va ser Newbery qui el 1909 va pilotar per primera vegada el globus aerostàtic «Huracà», des de Belgrano al Brasil.
Amb motiu de la commemoració dels dos-cents anys de la independència de Colòmbia, el juliol de 2009 es va realitzar el primer desplegament de globus aerostàtics en gran quantitat, a Bogotà. Més de 40 globus van solcar els cels de la capital, aterrant en diferents punts de la ciutat.